# Исаева, Асет Марцаровна
Асе́т Марца́ровна Иса́ева (5 сентября 1915, Надтеречное, Терская область — 5 марта 1971, Грозный) — актриса Чеченского государственного драматического театра имени Х. Нурадилова, Народная артистка Чечено-Ингушской АССР (1961), Заслуженная артистка РСФСР (13.9.1968).

## Биография
Родилась 5 сентября 1915 года в Надтеречном. У неё было два брата и сестра. Отец умер, когда дети были ещё маленькими. Родственники выдали её мать замуж, а детей отдали в приют.
Через несколько лет Асет окончила курсы кройки и шитья, а затем поступила в партийную школу. В 1931 году она поступила в театральную студию, директором которой был Саид Бадуев.
Здесь она встретила младшего брата Саида Бадуева — Мовждина. Вскоре, вопреки желанию родственников, они поженились. По окончании студии они вошли в состав труппы Чеченского государственного драматического театра. Вскоре у молодожёнов родились две дочери.
Во время депортации 1944 года супруги потеряли друг друга. Асет с матерью, сестрой и дочерьми жили в Узбекистане в городке Аурахимат. Чтобы прокормить семью она работала чернорабочей на плавикошпатовом комбинате.
Затем она перевезла семью в Чимкент. Вскоре выяснилось, что её муж со своими родственниками живёт в Мерке. Асет с дочерьми переехала к нему. Она сначала устроилась работать на лесопилку, потом на консервный завод. А по вечерам они всей семьёй строили дом.
В 1956 году после реабилитации чеченцев артистам в числе первых разрешили вернуться домой. Оставив недостроенный дом женщины в составе созданного Абдулой Хамидовым ансамбля песни и танца вернулись домой.
По просьбе Исаевой художественный руководитель ансамбля Александр Халебский взял её дочерей в ансамбль. Вскоре они поступили в театральный институт и уехали в Ленинград.
Возобновил работу Чечено-Ингушский театр и Исаева стала одной из ведущих его актрис. Чтобы заманить людей на спектакль, кассиры говорили, что в нём играет Исаева. Сама же Исаева ютилась в гримёрной и едва сводила концы с концами, откладывая свою зарплату для дочерей-студенток.
Хава в спектакле «Золотое озеро», Белила («Красная крепость»), Лайла («Семья чабанов»), Жанетта («Свекровь»), Смеральдина («Слуга двух господ») — лишь некоторые из сыгранных ею ролей. Роль Жанетты в спектакле «Свекровь» принесла ей небывалый успех. Прекрасно сыгранная ею роль Маймы в пьесе Абдулы Хамидова «Бож-Али» была написана Хамидовым специально для Исаевой.
В 1960 году была награждена медалью «За трудовую доблесть».
В 1961 году она была удостоена звания Народной артистки Чечено-Ингушской АССР, а 13 сентября 1968 года — звания Заслуженной артистки РСФСР.
В пьесе Саида Чахкиева «Когда гибнут сыновья» Асет играла мать, похоронившую семерых сыновей. Тогдашний первый секретарь обкома КПСС Семён Апряткин после спектакля пришёл со всем партаппаратом республики выразить ей благодарность. После этой роли она долго болела. Ей советовали беречь себя на сцене. Но она ответила: «Кто мне тогда поверит?».
Однажды роль Жанетты поручили сыграть другой актрисе. После спектакля она спросила у Исаевой: «Ты говорила, что устаёшь после спектакля, а почему мне так легко далась эта роль?». Исаева ответила: «Ты читала текст, а я рвала сердце».
4 марта 1971 года у неё случился инфаркт, на следующий день она скончалась.

## Семья
- Дочь Раиса Гичаева — артистка театра и кино, народная артистка Российской Федерации;
- Дочь Тамара Исаева — театральная актриса и режиссёр, заслуженный деятель искусств Чеченской Республики.